# Rörelsen för ett fritt Aceh

Rörelsens flagga

Rörelsen för ett fritt Aceh (Gerakan Aceh Merdeka), eller GAM, var en gerillarörelse som 1976–2005 kämpade för den indonesiska regionen Acehs självstyre. 
Gruppen styrdes av Hasan di Tiro och Zaini Abdullah. Hasan di Tiro gick 1980 i exil och bodde då i Stockholm och Zaini Abdullah följde honom. Den indonesiska regeringen begärde i början av 2005 att Sverige skulle lämna ut dem som terrorister, vilket Sverige inte gjorde. Den 15 augusti 2005 undertecknade GAM och den indonesiska regeringen ett fredsavtal i Finlands huvudstad Helsingfors. I december 2005 överlämnade rörelsen sina vapen. Stämningen mellan indonesiska regeringen och GAM lättades något vid årsskiftet 2006 när man kom överens om ett mer autonomt Aceh.
I guvernörsvalet 2006 i Acehprovinsen tilläts för första gången kandidater som inte tillhörde partier baserade i huvudstaden Jakarta. GAM:s kandidat Irwandi Yusuf vann valet med 39 % av rösterna. GAM-rörelsen var vid valet splittrat i två skilda falanger: en yngre företrädd av Yusuf och en äldre som företräddes av GAM-ledarna som länge befunnit sig i exil i Sverige.
Hasan di Tiro avled 2010, efter att 2008 ha återvänt till Indonesien. Zaini Abdullah fortsatte efter splittringen av GAM i Aceh-partiet (PA, för Partai Aceh). Irwandi Yusuf fortsatte efter splittringen i Partai Nanggroe Aceh (PNA).